# دومین نبرد بول ران
دومین نبرد بول ران (انگلیسی: Second Battle of Bull Run) نبردی از جنگ داخلی آمریکا است که از تاریخ ۲۸ تا ۳۰ اوت سال ۱۸۶۲ در نزدیکی شهرستان پرنس ویلیام، ویرجینیا به وقوع پیوست.